# Barbus taeniopleura
Barbus taeniopleura är en fiskart som beskrevs av Boulenger, 1917. Barbus taeniopleura ingår i släktet Barbus och familjen karpfiskar. IUCN kategoriserar arten globalt som livskraftig. Inga underarter finns listade.